# ATP Bologna Outdoor 1987
L'ATP Bologna Outdoor 1987 è stato un torneo di tennis giocato sulla terra rossa. È stata la 3ª edizione dell'ATP Bologna Outdoor, che fa parte del Nabisco Grand Prix 1987. Si è giocato a Bologna in Italia, dall'8 al 14 giugno 1987.

## Campioni

### Singolare
Kent Carlsson ha battuto in finale  Emilio Sánchez con il punteggio di 6–2, 6–1

### Doppio
Sergio Casal /  Emilio Sánchez hanno battuto in finale  Claudio Panatta /  Blaine Willenborg con il punteggio di 6–3, 6–2